# シトロマイシン
シトロマイシン（英：Citromycin）はアオカビ属（Penicillium）ペニシリウムが産生する化合物である。1969年に初めて発見され、弱い抗生物質活性があることがわかっている。